# Варшавские Робинзоны

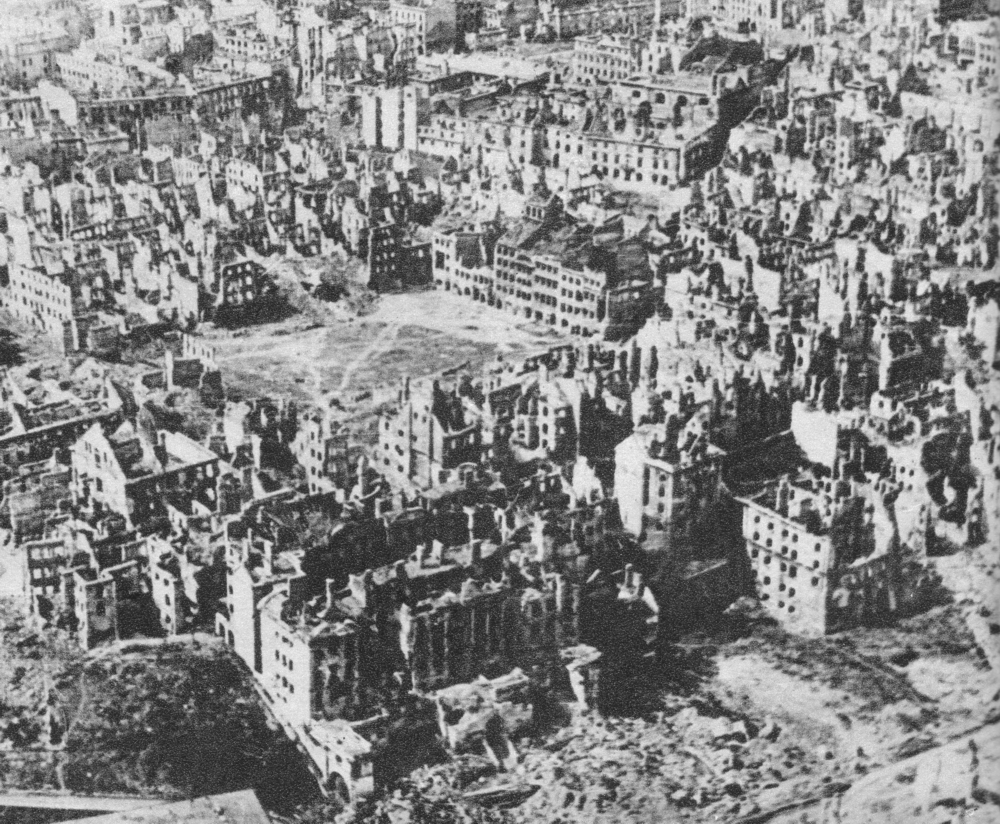
Руины Варшавы в январе 1945

Варшавские Робинзоны — прозвище людей, которые после подавления Варшавского восстания (1 августа — 3 октября 1944) остались в столице Польши и прятались от немцев в её развалинах, часто до момента вступления в Варшаву частей Красной Армии и народного Войска Польского 17 января 1945 года. Самым известным из «робинзонов» был Владислав Шпильман.

## Происхождение
Термин «Варшавский Робинзон» появился в 1937 г. в научно-фантастическом романе Антония Слонимского «Два конца света» (Dwa końce świata).
В романе практически все человечество погибает от «голубых лучей смерти», изобретенных Гансом Ретлихом — безумцем, который решил, что политическая программа Адольфа Гитлера недостаточно радикальна («Ретлих» — анаграмма фамилии Гитлер). Случайно атаку Ретлиха переживает в Варшаве Генрих Швальба. В заглавии четвёртой главы автор называет его «Варшавским Робинзоном», а сюжет романа несколько раз отсылает к Робинзону Крузо Даниэля Дефо. Например, Швальба встречает в пустынной Варшаве своего Пятницу, некоего Хомяка, алкоголика, говорящего на варшавском диалекте, так называемом вехе.

## «Эвакуация» Варшавы
На основании подписанного 2 октября 1944 года «Договора о прекращении военных действий в Варшаве» все гражданские жители, которые ещё оставались в Варшаве, должны были покинуть город вместе с капитулировавшими отрядами Армии Крайовой. Большинство оставшихся в живых местных жителей уехали из столицы уже в первой декаде октября. После короткого пребывания в пересыльном лагере в Прушкове, большинство из них были отправлены на принудительные работы в глубь Германии или выселены в западные округа генерал-губернаторства. Эвакуация раненых и больных из повстанческих госпиталей закончилась 24 октября 1944 года. В тот же день в Радом эвакуировались также остающиеся до сих пор в Варшаве главное и окружное представительства Польского Красного Креста. 25 октября начал действовать приказ, запрещающий гражданским лицам находиться на территории городa. Варшава представляла собой с тех пор милитаризованную зону (Festung Warschau). Одновременно немецкие войска приступили к систематическому уничтожению польской столицы и грабежам оставленого в ней имущества.
В пустынном и разрушенном городе ещё скрывались люди, которые не собирались покидать Варшаву. Точно определить их количество сейчас очень трудно. По словам Ядвиги Марчак было их около четырехсот, в то время как Станислав Копф предполагал количество скрывающихся около тысячи. «Робинзонами» были как мужчины, так и женщины. Можно было встретить среди них людей пожилого возраста, в то время как не было найдено информации о том, что в развалинах прятались дети (не считая подростков).
Причины, по которым «Робинзоны» решили остаться в Варшаве, были разными. В том числе это были лица, которым удалось пережить первые недели восстания, когда каратели Рейнефарта и Дирлевангера вели массовые расстрелы, и спрятаться в развалинах. Люди оставались отрезанными от мира и часто даже не знали, что восстание закончилось. В Варшаве оставалась также относительно большая группа людей еврейского происхождения, а также часть повстанцев, которые не верили немецким заверениям о соблюдении Гаагской конвенции в отношении пленных. В городе остались также некоторые больные и старики, не имеющие сил и мужества, чтобы отправиться куда глаза глядят. Кроме того, в развалинах прятались люди, которые таким образом продолжали борьбу с Германией. Для младших «Робинзонов» определённую роль сыграл, возможно, также, элемент приключения.
«Робинзоны» скрывались чаще всего в подвалах или на чердаках брошенных зданий. Как правило, старались прятаться в сильно разрушенных домах, которым уже не грозил поджог или подрыв. Подвалы этих зданий превращали в настоящие замаскированные бункеры, с вентиляцией и несколькими входами. Иногда пробивались ходы в соседние подвалы. В развалинах прятались как отдельные лица, так и целые группы. Самая большая группа из 37 беглецов пряталась в подвале дома на улице Сенной. «Робинзонов» можно было встретить во всех районах Варшавы, хотя чаще всего они скрывались в Средместье, на Жолибоже и в Охоте.

## Условия жизни
Условия жизни «Робинзонов» были чрезвычайно сложными. Основной проблемой было найти в разрушенном городе пищу и воду. На каждом шагу беглецы должны быть осторожны, чтобы никаким следом, звуком или запахом (например, дымом из топки) не выдать немцам своего укрытия. Из-за этого «Робинзоны» могли покидать свое убежище только в случае крайней необходимости. Некоторые из беглецов были более или менее серьезно ранены. К этому следует добавить ещё и психологические проблемы, порожденные нахождением в замкнутом пространстве, одиночеством или постоянным пребыванием в одной и той же небольшой группе людей. Как вспоминал один из скрывающихся:
Зимой мы обогревали помещение железной духовкой. Топлива было в избытке, но из-за вероятности, что немцы заметят дым, топить можно было только ночью. Днем, в основном, спали. Когда наступали сумерки, у нас начиналась жизнь.
«Робинзоны», кроме исключительных случаев, старались избегать контакта с немцами. Те, однако, считали скрывающихся серьезной угрозой для своих тылов и рассматривали их как «большевистских агентов». 18 октября 1944 г. генерал Смило фон Лютвитц, командующий немецкой 9-й армией, действовавшей в районе Варшавы, издал приказ, в котором предупреждал подчиненные себе войска, что "в развалинах Варшавы находятся ещё коварные поляки, которые могут создавать угрозу тылам немецких войск. Элементы, скрывающиеся в руинах и подвалах домов, представляют постоянную опасность  в тылу воюющих войск ". Трем полкам полиции — 34-му, 17-му и 23-му — рекомендовали проведение большой облавы, направленной на полное очищение города. Пойманных «Робинзонов» немцы, как правило, убивали на месте. Исключением может стать ситуация 15 ноября 1944 года, когда беглецов, оказавшихся в результате большой облавы, отправили в лагерь в Прушкове.
Судьба «Робинзонов» сложилась по-разному. Некоторым удалось сообщить о себе людям за пределами города, а затем выбраться из Варшавы с помощью польских рабочих, пригнанных немцами для вывоза ценностей, или с помощью сотрудников Главного опекунского совета и Польского Красного Креста. Других нашли и убили немцы. Часть «Робинзонов» пряталась в руинах вплоть до момента освобождения Варшавы войсками Красной Армии и народного Войска Польского в январе 1945 года.
Самым известным из «Варшавских Робинзонов» был Владислав Шпильман. В течение нескольких недель в развалинах города прятались также Марек Эдельман и публицист и летописец варшавского восстания Вацлав Глют-Нововейский.

## Фильм

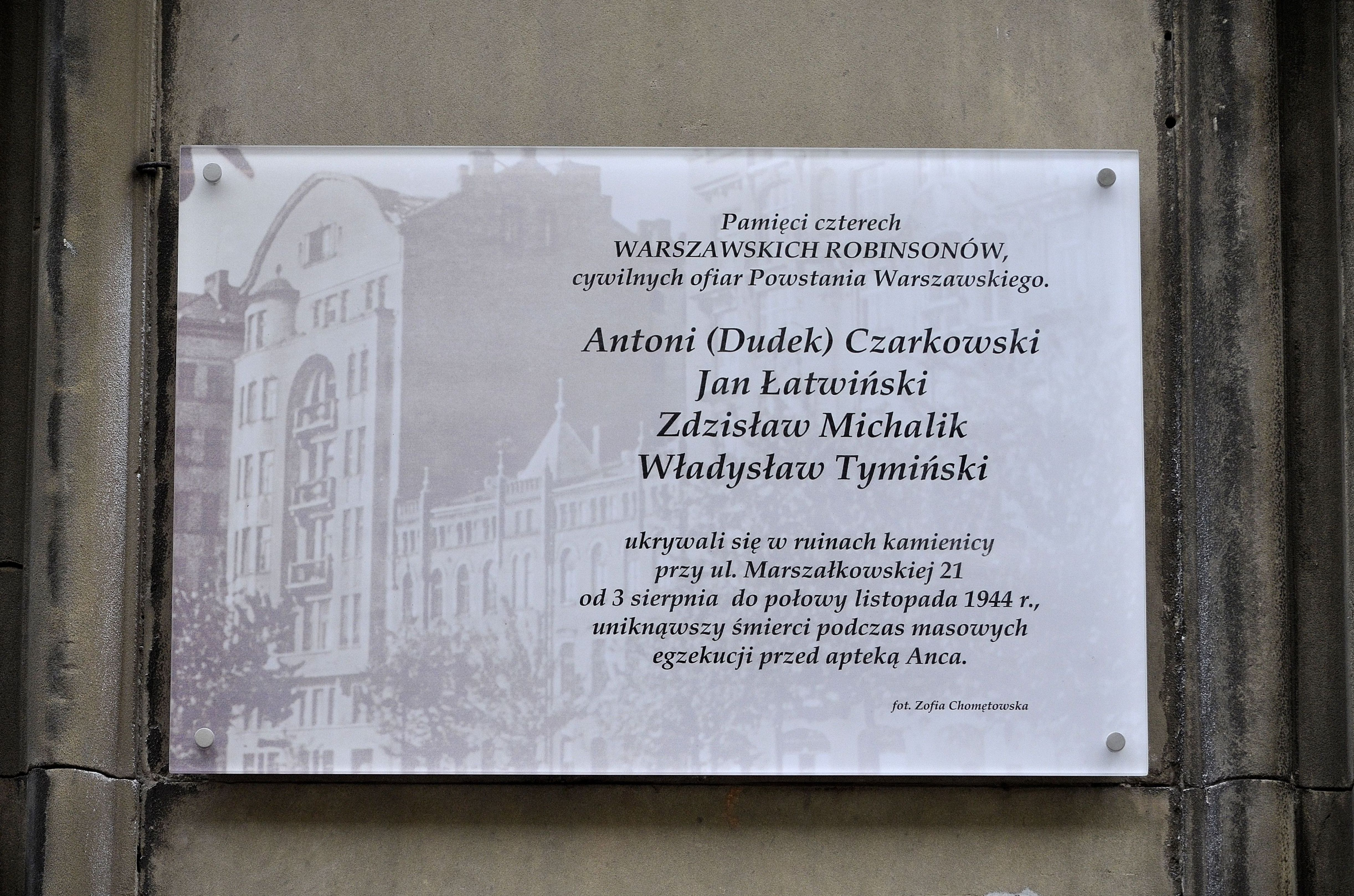
Мемориальная доска в память о четырёх варшавских Робинзонах, открытая в 2015 на ул. Маршалковской 21/25

На основе воспоминаний Владислава Шпильмана был создан сценарий авторства Чеслава Милоша и Ежи Анджеевского, впоследствии радикально переделанный в соответствии с коммунистической цензурой. По этому сценарию в 1950 году был снят фильм «Непокоренный город» (Miasto nieujarzmione), режиссер Ежи Зажицкий.

## Увековечение памяти
2 октября 2015 года на стене здания на ул. Маршалковской, 21/25, открыли мемориальную доску в честь четырёх варшавских робинзонов: Антония (Дудека) Чарковского, Яна Латвиньского, Здзислава Михалика и Владислава Тыминьского, скрывавшихся в развалинах дома на углу Маршалковской и Олеандров.